# Nélson Semedo
Nélson Cabral Semedo, född 16 november 1993 i Lissabon, är en portugisisk fotbollsspelare som spelar för Wolverhampton Wanderers.

## Klubbkarriär
Den 23 september 2020 värvades Semedo av Wolverhampton Wanderers, där han skrev på ett treårskontrakt med option på ytterligare två år.

## Landslagskarriär
Semedo debuterade för Portugals landslag den 11 oktober 2015 i en 2–1-vinst över Serbien.